# Айша Абдулліна
Айша Абду́лліна (каз. Айша Абдуллина; нар. 22 червня 1916, Вєрний — пом. 26 листопада 2019) — радянська і казахська театральна актриса, співачка.

## Біографія
Народилася 22 червня 1916 року у місті Вєрному (нині Алмати, Казахстан). У 1935 році закінчила дворічну театральну студію при Казахському драматичному театрі в Алма-Аті, після чого вступила в трупу цього театру. У роки німецько-радянської війни виступала на фронтах з численними концертами перед червоноармійцями. З 1947 року виступала на сцені Шимкентського обласного драматичного театру імені Шаніна.
Померла 26 листопада 2019 року. Похована в Алмати на Кенсайському кладовищі.

## Ролі
Казахський драматичний театр
- Енлік, Алтиншаш («Енлік і Кебек», «Біла берізка» Мухтара Ауезова);
- Мар'я Антонівна («Ревізор» Миколи Гоголя);
- Панова («Любов Ярова» Костянтина Треньова);
- Марзія («Ахан-Сере і Актокти» Габіта Мусрепова);
- Дездемона («Отелло» Вільяма Шекспіра)[a];

Шимкентський казахський театр
- Насіба («Хворі зуби» Абдулли Каххара);
- Галчиха («Без вини винні» Олександра Острвського);
- Сауле («Дружба і кохання» Альжаппара Абішева);
- Анар, Майра («Квіти, степ!», «Майра» Абдільди Тажибаєва);
- Беатріче («Слуга двох панів» Карло Ґольдоні);
- Киз-Жибек, Айман («Киз-Жибек», «Айман і Шолпан» Євгена Брусиловського);
- Гульчахра («Аршин малий алан» Узеїра Гаджибекова).

## Нагороди
- Орден Трудового Червоного Прапора (1936)[4];
- Орден «Знак Пошани»;
- Орден Вітчизняної війни (1946);
- Орден Парасат (2007)[5];
- Державна стипендія Першого Президента Республіки Казахстан — Єлбаси в галузі культури (2018)[6]

почесні звання
- заслужена артистка Казахської РСР з 1942 року;
- народна артистка Казахської РСР з 1958 року;
- почесний громадянин Південно-Казахстанської області з 2002 року.

## Виноски
1. ↑  Перше виконання даної ролі в історії казахського театру.